# Мария Корелли
Мария Корелли (итал. Maria Corelli, англ. Marie Corelli, собственно Мэри Маккей (англ. Mary Mackay); 1 мая 1855 — 21 апреля 1924) — английская писательница. Была увлечена Италией, в связи с чем и приняла благозвучный итальянский псевдоним Корелли.

## Жизнь и творчество
Мария Корелли родилась в семье шотландского поэта Чарльза Маккея.

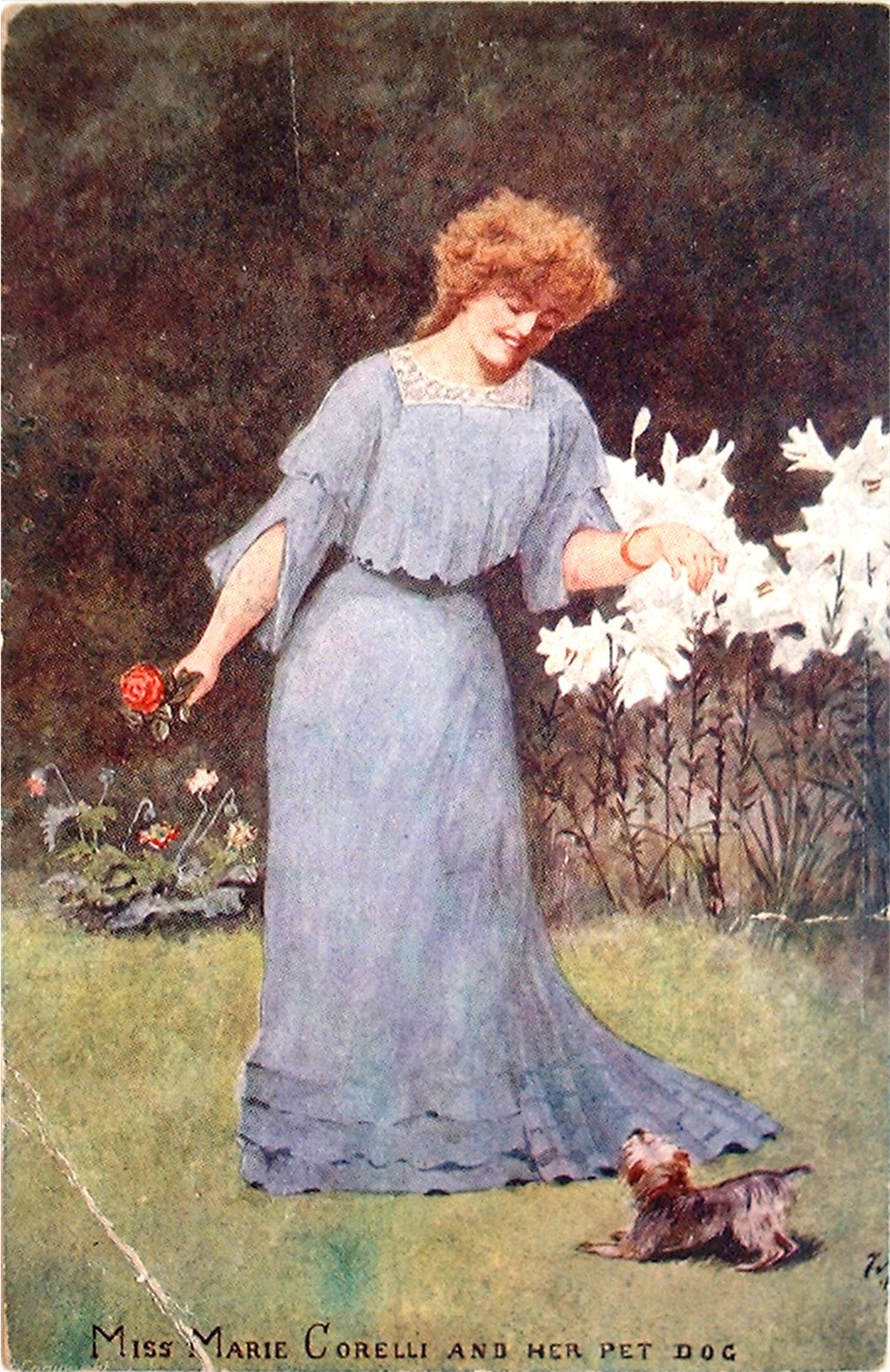
Мария Корелли с собакой

Первая книга Корелли «Роман двух миров» (англ. «A Romance of Two Worlds», 1886) имела большой успех. За ней последовали «Вендетта» (1886), «Тельма» (1887), «Варавва» (англ. «Barabbas», 1893), «Скорбь Сатаны» (англ. «The sorrows of Satan», 1895). Последний экранизирован Гриффитом и Дрейером.
Проза Марии Корелли насыщена оккультными понятиями: гипнозом, переселением душ, астральными телами и т. п. Романы Корелли пришлись по вкусу огромному количеству простых читателей. В 1890-е гг. её книги продавались бо́льшими тиражами, чем все произведения Киплинга, Конан Дойля и Уэллса, вместе взятые.
Произведения писательницы, однако, критиковались за плоскость героев, слабые диалоги, растянутость сюжета. Серьёзные английские критики относились к Корелли отрицательно, и романистка вела с ними ожесточённую войну.
В России имя писательницы так же известно благодаря путанице в предреволюционном переводе Дракулы. В 1903 г. в Санкт-Петербурге был издан роман Корелли «Скорбь Сатаны» помеченный авторством Брэма Стокера, а в 1912-13 гг. в приложении к «Синему журналу» под именем Корелли вышел роман «Вампир (Граф Дракула)», принадлежащий перу Брэма Стокера.
Последние годы жизни Корелли провела в Стратфорде-на-Эйвоне, где потратила много сил и денег на восстановление исторического облика города, как он выглядел во времена Шекспира; в доме Корелли в Стратфорде сейчас находится Шекспировский институт.
Корелли во многом поспособствовала созданию легенды о проклятии фараонов. В начале апреля 1923 года она опубликовала предупреждение о том, что «самое жестокое наказание ждёт незваного гостя вошедшего в гробницу», через несколько дней после публикации которого скончался лорд Карнарвон. Её статья была подхвачена газетами и благодаря интересу к обнаружению гробницы Тутанхамона и обстоятельствам гибели участников экспедиции феномен проклятие фараонов стал расхожим медийным образом.

## Медиа
Фильм «Ангел», снятый французским режиссером Франсуа Озоном, — адаптация одноименной книги Элизабет Тейлор о пылкой влюблённой писательнице, где под главной героиней подразумевается Мария Корелли.